# Schwarzwälder Bote
Der Schwarzwälder Bote, als Kurzname auch Schwabo, erscheint in Oberndorf am Neckar als regionale Tageszeitung für den Raum Schwarzwald und oberer Neckar.
Er betreibt ein Netz aus 15 Geschäftsstellen, 3 Service-Points und 18 Lokalredaktionen. Das Hauptverbreitungsgebiet erstreckt sich, die Partnerzeitungen Oberbadische Zeitung, Lahrer Zeitung und Neckarquelle eingerechnet, von Calw und Bad Herrenalb im Norden bis nach Lörrach im Süden, von Lahr im Westen bis nach Hechingen und Gammertingen im Osten. Die verkaufte Auflage beträgt 92.245 Exemplare, ein Minus von 33,3 Prozent seit 1998.
Seit 2001 bezieht der „Schwabo“ den überregionalen Teil seiner Inhalte von den Stuttgarter Nachrichten.

## Eigentumsverhältnisse
Der Schwarzwälder Bote wird vom Verlag Schwarzwälder Bote Mediengesellschaft mbH (HRB 480886 AG Stuttgart) herausgegeben, an dem die in Stuttgart ansässigen Firmen Medienholding Süd GmbH (MSG) 90 Prozent und die Württemberger Zeitung GmbH 10 Prozent des Kapitals halten. Als Geschäftsführer ist Carsten Huber tätig. Am 15. Oktober 2008 wurde ein Ergebnisabführungsvertrag mit der MSG abgeschlossen. Mit Beteiligungen an anderen Verlagen und Mediengesellschaften bildet der Verlag den Unternehmensbereich Schwarzwälder Bote Mediengruppe der Südwestdeutsche Medien Holding GmbH (SWMH).
Unter dem Dach der Schwarzwälder Bote Mediengruppe vereint der Verlag neben seinen Tageszeitungs-Titeln auch Unternehmen für Werbung und Online-Dienste, Telefonmarketing und Firmenveröffentlichungen, Druck und Verteilung. Seit 2003 wird die Zeitung im Druckzentrum Südwest in Villingen-Schwenningen gedruckt. Verwaltung und Mantelredaktion haben weiterhin ihren Sitz am Verlagsstandort Oberndorf am Neckar. 2015 wurde das Angebot innerhalb der Mediengruppe um den Radiosender antenne 1 Neckarburg Rock & Pop erweitert.
Die Firma Schwarzwälder Bote GmbH & Co. KG (HRA 480264 AG Stuttgart) fungiert als Erbengemeinschaft des Gründers des Schwarzwälder Boten Wilhelm Brandecker und ist mit 18 Prozent des Kapitals der Medienholding Süd GmbH (MSG) als Minderheitseigentümer an der Muttergesellschaft der Schwarzwälder Bote Mediengesellschaft mbH beteiligt. Als Mitglied der Gruppe Württembergischer Verleger hält sie einen Kapitalanteil an der Südwestdeutsche Medien Holding GmbH (SWMH). Die SWMH ist mit 82 Prozent des Kapitals Mehrheitseigner der MSG.
Richard Rebmann ist Gesellschafter der Schwarzwälder Bote GmbH & Co. KG und Verleger des Schwarzwälder Boten.

## Geschichte

### Gründung und erste Entwicklungen
Der Schwarzwälder Bote wurde 1835 in Sulz am Neckar gegründet. Im selben Jahr erwarb der Oberndorfer Wilhelm Brandecker das Unternehmen. Er gab den Schwarzwälder Boten als ein „Amts- und Intelligenzblatt“ heraus und leitete das Unternehmen bis 1884 gemeinsam mit seiner Frau Amalie. 1837 wurde der Verlagssitz nach Oberndorf am Neckar verlegt. Zur Erweiterung des Verbreitungsgebietes schickte Brandecker 1842 einen „Schwarzwälder Boten“ in persona von Stadt zu Stadt. Dieser holte sich jeweils bei den Posthaltereien „Schwarzwälder“, wanderte damit durch das Land und verhalf der Aktion so zum Erfolg: 1844 wurden bereits 5000 Exemplare aufgelegt. Als erste Zeitung in Deutschland führte das Blatt 1846 Fortsetzungsromane ein.
1850/51 erschien erstmals ein Jahrbuch-Kalender der nach Unterbrechungen in den Jahren 1915 und 1933 seit 1950 unter dem Namen Schwarzwälder Hausschatz herausgegeben wird.

Kopf des Titelblatts vom 24. September 1908

Anlässlich der ersten Olympischen Spiele der Neuzeit wurden 1896 auch Sportnachrichten gedruckt. 1899 war der Schwarzwälder Bote mit einer Auflage von 27.778 Exemplaren die am weitesten verbreitete Zeitung in Württemberg. Auf dem Höhepunkt der Weltwirtschaftskrise 1923 kostete eine Ausgabe der Zeitung 40 Milliarden Mark.
Nach der Machtergreifung der Nationalsozialisten umging der Schwarzwälder Bote 1938 die Gleichschaltung der NS-Presse, indem er sich mit anderen parteilosen Zeitungen zum Dienst mittlerer Tageszeitungen (Dimitag) zusammenschloss. Die erste Nachkriegsausgabe erschien 1945 aufgrund von Bestimmungen der Besatzungsmächte unter dem geänderten Titel Schwarzwälder Post, ab 1950 wieder als Schwarzwälder Bote mit 26 Lokalausgaben und einer Auflage von 110.000 Exemplaren.

### Vom Verlag zum Medienunternehmen
1978 wurde ein Anzeigenblatt, der Schwarzwälder Wochenmarkt (heute WOM die große Wochenzeitung), gestartet. Nachdem 1982 der Schwarzwälder Bote zum Pflichtblatt der Stuttgarter Börse wurde, erweiterte man den Wirtschaftsteil um Börsenberichte. Das Anzeigenblatt WOM florierte und erreichte 1987 eine Auflage von 250.000 Exemplaren. 1993 erfolgte ein Wechsel in der Führung: Richard Rebmann wurde Verleger und Alleingeschäftsführer. In den Folgejahren erweiterte er den Verlag zum Medienunternehmen. Noch im selben Jahr gründete er die PSV Presseservice- und Vertriebs-GmbH als Agentur für Haushaltsdirektwerbung, 1995 die auf Neue Medien, Multimedia und Internetanwendungen spezialisierte DIG (Digital Information Group), 1996 den Online-Auftritt und regionalen Internetprovider SWOL. 1997 wurde das Druckzentrum Südwest in Villingen-Schwenningen gegründet (Ausgliederung der technischen Dienstleistungen des Schwarzwälder Boten unter gleichzeitiger Fusion mit der VID Verlags- und Industriedrucke, betrieben als Gemeinschaftsunternehmen mit der Hermann Kuhn GmbH & Co. KG). Das Verteilnetz der PSV vergrößerte sich bis 1999 auf über 5000 Zusteller. 2000 kamen die Kreisnachrichten Calw zur Mediengruppe hinzu. Als Ausgliederungen entstanden im Jahr 2000 die KiM (Kommunikation im Mittelpunkt GmbH) als Kundenservice-Center des Schwarzwälder Boten und 2002 der GuG (Gebäude- und Grundstücksservice) als Spezialist für Speditionslogistik, Kundenevents und Gebäudeservice. Seit 2015 hält die Schwarzwälder Bote Mediengruppe außerdem Mehrheitsanteile an dem Radiosender Antenne 1 Neckarburg Rock & Pop.

### Seit 2003
2003 wurde die neue Rotationsdruckerei mit 64 Farbwerken in Villingen-Schwenningen eingeweiht und das Layout im Berliner Format neu gestaltet. Im gleichen Jahr wurde die Schwarzwälder Bote Mediengesellschaft GmbH Gesellschafter bei der Lahrer Zeitungs GmbH und übernahm die Tageszeitung Der Enztäler mit Sitz in Neuenbürg. Die Lokalredaktionen mit Geschäftsstellen in Tuttlingen, Spaichingen und Trossingen wurden 2004 quasi zeitgleich mit dem Rückzug der Schwäbischen Zeitung aus Rottweil und Schramberg aufgegeben, womit in den Kreisen Tuttlingen und Rottweil anstelle der vormaligen Konkurrenz der Lokalzeitungen eine jeweilige Monopolstellung entstand.
Seit 2004 gibt es den Schwarzwälder Boten nicht nur in Printform, sondern auch digital. Das ePaper stellt die Zeitung 1:1 zur gedruckten Version online für PC, Laptop, Tablet oder Smartphone zur Verfügung. Die Nutzer sehen ab 4 Uhr morgens alle Ressorts, alle Seiten und alle Artikel der aktuellen Ausgabe; sie können auch ältere Ausgaben aufrufen.  Ab 19:30 Uhr am Vortag wird im E-Paper eine Vorabendausgabe veröffentlicht.
2008 führten die zur Südwestdeutschen Medien Holding GmbH (SWMH) in Stuttgart zählende Zeitungsgruppe Stuttgart und die Schwarzwälder Bote Mediengesellschaft (SBM) ihre unternehmerischen Aktivitäten in einer gemeinsamen Gesellschaft zusammen; dies hatten sie im Juli 2007 angekündigt. Die Schwarzwälder Bote GmbH & Co. KG brachte hierbei ihre 90-Prozent-Beteiligung an der Schwarzwälder Bote Mediengesellschaft mbH (SBM) ein, die SWMH ihren schon zuvor bestehenden 10-Prozent-Anteil an der SBM. Die SWMH hielt an der zum 1. Januar 2008 neu gegründeten Zwischenholding Mediengruppe Süd von da an 82 Prozent, die Schwarzwälder Bote GmbH & Co. KG war zu 18 Prozent beteiligt.
2010 feierte der Schwarzwälder Bote sein 175-jähriges Bestehen. Zum 2. Januar, dem Gründungsdatum vor 175 Jahren, wurde eine umfangreiche Jubiläumsbeilage veröffentlicht. Während des Jahres fanden verschiedene Feierlichkeiten statt. 2011 gliederte der Verlag Redaktion und Medienvermarktung in eigenständige Gesellschaften aus und teilte mit, neu Eingestellte würden nicht mehr nach Tarif bezahlt. Dagegen streikten Redakteure des Schwarzwälder Boten (und aus Solidarität zeitweise auch andere, zum Beispiel Drucker) über 60 Tage lang. 2014 beschäftigte die Schwarzwälder Bote Mediengruppe knapp 1000 Mitarbeiter. Ebenfalls 2014 erschien am 15. März die erste Ausgabe des Kinderboten – eine Zeitung nur für Kinder. Mit Nachrichten, Rätseln und Freizeittipps bietet das freitags erscheinende Format einen Mix aus Information und Unterhaltung für junge Leser.
Am 24. Oktober 2015 fand ein Relaunch statt: das Design des Schwarzwälder Boten und der Logo-Schriftzug wurden verändert.
Seit dem 1. Februar 2017 erscheint eine digitale Vorabendausgabe, die es ePaper-Abonnenten ermöglicht, bereits ab 19.30 Uhr eine Vorab-Titelseite mit überregionalen und regionalen Nachrichten sowie den Lokalteil der nächsten Ausgabe zu lesen. Seit 2022 hat der Schwarzwälder Bote auch ein Sonntags-ePaper.
Constantin Blaß wurde im März 2023 als Chefredakteur des Schwarzwälder Boten freigestellt. Sein Nachfolger ist Christoph Reisinger, der außerdem als Chefredakteur der Stuttgarter Nachrichten tätig ist.

## Auflage
Der Schwarzwälder Bote hat wie die meisten deutschen Tageszeitungen in den vergangenen Jahren an Auflage eingebüßt. Die verkaufte Auflage ist in den vergangenen 10 Jahren um durchschnittlich 2,4 % pro Jahr gesunken. Im vergangenen Jahr hat sie um 1 % abgenommen. Sie beträgt gegenwärtig 92.245 Exemplare. Der Anteil der Abonnements an der verkauften Auflage liegt bei 88,5 Prozent.
| 1998   | 1999   | 2000   | 2001   | 2002   | 2003   | 2004   | 2005   | 2006   | 2007   | 2008   | 2009   | 2010   | 2011   | 2012   | 2013   | 2014   | 2015   | 2016   | 2017   | 2018   | 2019   | 2020   | 2021   | 2022  | 2023  | 2024  |
| ------ | ------ | ------ | ------ | ------ | ------ | ------ | ------ | ------ | ------ | ------ | ------ | ------ | ------ | ------ | ------ | ------ | ------ | ------ | ------ | ------ | ------ | ------ | ------ | ----- | ----- | ----- |
| 138356 | 138946 | 149508 | 148671 | 146473 | 149053 | 139929 | 138162 | 137001 | 135270 | 134079 | 130114 | 127692 | 124774 | 122515 | 120763 | 118015 | 115662 | 114180 | 112804 | 109938 | 107785 | 105265 | 101848 | 98189 | 93173 | 92245 |

## Redaktionen und Geschäftsstellen im Verbreitungsgebiet
Mit insgesamt 18 Lokalredaktionen, 3 Service-Points und 15 Geschäftsstellen sind der Schwarzwälder Bote und die Wochenzeitung WOM in der Region präsent. Lokalredaktionen mit Geschäftsstellen befinden sich in Albstadt-Ebingen, Balingen, Calw, Freudenstadt, Furtwangen, Hechingen, Horb, Nagold, Oberndorf, Rottweil, Schramberg, St. Georgen und Villingen. Hinzu kommen Lokalredaktionen in Bad Wildbad, Haigerloch, Sulz, Schwenningen und Triberg. Insgesamt werden 14 verschiedene Lokalausgaben produziert. Gemeinsam mit den Partnerverlagen Verlagshaus Jaumann, Neckarquelle und der Lahrer Zeitung werden 19 Lokalausgaben herausgegeben. Daneben gibt der Verlag noch Kur- und Gästejournale heraus.
Nach einer Ausgliederung der Redaktionen in neue nicht tarifgebundene Unternehmen wurden die Redaktionen 2011 über 75 Tage dauerhaft bestreikt.

## Produkte der Mediengruppe Schwarzwälder Bote
- Schwarzwälder Bote: Tageszeitung
- Lahrer Zeitung: Tageszeitung
- Die Oberbadische: Tageszeitung
- Kinderbote: freitags erscheinende Kinderzeitung
- WOM: Wochenzeitung, 2006 mit dem Innovationspreis des Bundesverbandes Deutscher Anzeigenblätter ausgezeichnet
- schwarzwaelder-bote.de : regionales Onlineportal, ePaper, Services, News u. a.
- Waldrausch: zweimal im Jahr erscheinendes Magazin
- Schwarzwald Gäste Journal: Gästezeitung rund um den Schwarzwald

## Tochterunternehmen der Mediengruppe
- Schwarzwälder Bote Mediengesellschaft mbH
- Schwarzwälder Bote Redaktionsgesellschaft mbH
- Schwarzwälder Bote Medienvermarktung Südwest GmbH
- WOM: Die „Große Wochenzeitung“
- Druckzentrum Südwest: Druckerei für das Berliner Format und das Tabloidformat
- KiM (Kommunikation im Mittelpunkt GmbH): Telefonverkauf, Kundenservice, Kundenbeziehungsmanagement, seit 2008 mit zusätzlichem Standort in Stuttgart

- Das bisherige Briefzustell-Tochterunternehmen Briefbote Südwest fusionierte zum 1. März 2009 mit der zur Zeitungsgruppe Stuttgart, ebenfalls in der SWMH, gehörenden SchwabenPost zur neuen BWPOST, die seither auch für Privatkunden geöffnet ist und der bundesweiten Briefdienstleister-Kooperation P2 Brief + Paket (Die Zweite Post) angehört.
- Das bisherige Softwareunternehmen DIG (Digital Information Group) – Digitale Medienberatungs- und Produktions-GmbH: Werbeagentur und E-Commerce-Dienstleister, Entwicklung von Verlagsbranchenlösungen und Netzwerkdienstleistungen – wurde mit Wirkung vom 4. Juli 2018 an die MSH GmbH & Co. KG in Stuttgart verkauft und ist in dieser aufgegangen. Der Firmenstandort Oberndorf wurde beibehalten.